# Mulla (película)
Mulla es una película de Malayalam del 2008 hecha en India, por Lal Jose, protagonizada por Dileep, Meera Nandan y Biju Menon . 

## Trama
Lachi es una trabajadora de 19 años que mantiene a su familia después de la misteriosa muerte de su padre. Mientras ella viajaba en un tren, Mulla (Dileep) y su pandilla entran. Discuten por asuntos tontos, y él descubre un bebé en una bolsa en el tren. Intentan encontrar a los padres del bebé pero fracasan. Mulla decide adoptar al niño, y lentamente Mulla y Lachi se convierten en amantes. 
CI Bharathan (Saiju Kurup), quien asesinó al padre de Lachi y a los padres del bebé, quiere separarlos para guardar sus secretos. Finalmente, Mulla y Bharathan se pelean, y Mulla mata a Bharathan. Sin embargo, Lachi le dice a la policía que ella cometió el asesinato y va a la cárcel. Después de cinco años, cuando regresa, descubre que Mulla ha perdido una pierna en una pelea, entre los residentes de la colonia y la policía. Los residentes de la colonia habían comenzado un nuevo negocio, y todos ellos están teniendo una buena vida ahora. Lo único que les faltaba era la presencia de Lachi. Lachi y Mulla finalmente se unen. 

## Reparto
- Dileep como Mulla.
- Meera Nandan como Lachi.
- Shruthy Menon como Tamil Girl.
- Bhavana como un lunático.
- Biju Menon como Ambi.
- Salim Kumar como 'Thotti' Sasi.
- Saiju Kurup como CI Bharathan.
- Chali Pala
- Rizabawa como Venu.
- Sukumari como Akka.
- Shivaji Guruvayoor como Bhadran.
- Vanitha Krishnachandran como madre de Lachi.
- Suraj Venjaramood como Bijumon.
- Ajaykumar
- Sudheer Karamana
- Joju George
- Mala Aravindan
- Reena Basheer como Malathi.
- Anoop Chandran como Idiyappam.
- Bala Singh
- Ashok en una aparición especial.
- Suja Varunee en una aparición especial.

- Dileep como Mulla.
- Meera Nandan como Lachi.
- Shruthy Menon acomoTamil Girl.
- Bhavana como a lunatic.
- Biju Menon como Ambi.
- Salim Kumar como 'Thotti' Sasi.
- Saiju Kurup como CI Bharathan.
- Chali Pala
- Rizabawa como Venu.
- Sukumari como Akka.
- Shivaji Guruvayoor como Bhadran.
- Vanitha Krishnachandran como Lachi's mother.
- Suraj Venjaramood como Bijumon.
- Ajaykumar
- Sudheer Karamana
- Joju George
- Mala Aravindan
- Reena Basheer como Malathi.
- Anoop Chandran como Idiyappam.
- Bala Singh
- Ashok en una aparición especial.
- Suja Varunee en una aparición especial.

## Banda sonora
Toda la música compuesta por Vidyasagar.
| N.º | Título                       | Artista(s)                                         | Duración |
| --- | ---------------------------- | -------------------------------------------------- | -------- |
| 1.  | "Kanalukal"                  | Shreekumar Vakkiyil, Sujatha Mohan                 |          |
| 2.  | "Ee Ravil"                   | Rahul Nambiar, Reshmi                              |          |
| 3.  | "Kannin Vaathil" (Femenino)  | Gayatri Asokan                                     |          |
| 4.  | "Katteda"                    | Tippu, Manikka Vinayagam, Gemon, Rimi Tomy, Reshmi |          |
| 5.  | "Canción Principal"          | Instrumental                                       |          |
| 6.  | "Kannin Vaathil" (Masculino) | Devanand                                           |          |
| 7.  | "Aarumukhan"                 | Rimi Tomy                                          |          |